# Gemma Bosini
Gemma Bosini (Milà, 10 d'octubre de 1890 – 2 de febrer de 1982) fou una soprano italiana que va tenir una activa carrera internacional entre 1909 i 1930.
És especialment associada amb el rol d'Alice Ford a Falstaff de Giuseppe Verdi, un paper que va cantar més de 400 vegades al llarg de la seva carrera. També és recordada per ser la primera soprano en enregistrar el paper de Mimì de La boheme dins Giacomo Puccini el 1917. També va intervenir en els enregistraments complets de Faust de Gounod i La Vídua Alegre de Lehár. Després de retirar-se dels escenaris el 1930, es va dedicar a l'ensenyament de cant i a dirigir la carrera del seu marit, el baríton Mariano Stabile.